# Ferran (Aude)
Ferran és un municipi francès, situat al departament de l'Aude i a la regió d'Occitània.